# Литвин Владислав Миколайович
Владисла́в Микола́йович Литви́н (псевдо: «Чорний») — командир 5-го окремого батальйону УДА, екслідер Правого сектора Чернігівської області, учасник російсько-української війни.

## З життєпису
Займався діяльністю в організації «Тризуб» ім. С. Бандери.
Учасник Революції гідності.
З початком війни на Сході України керував навчальним центром на полігоні, після став командувати батальйоном УДА, який згодом став 5-м батальйоном.
Звільняв Піски, захищав ДАП, воював під Ізварине, на шахті «Бутівка», в Старогнатівці, Авдіївці, Широкине.

## Нагороди
- За особисту мужність, самовідданість і високий професіоналізм, виявлені у захисті державного суверенітету та територіальної цілісності України, нагороджений орденом Богдана Хмельницького III ступеня (21.11.2016).[3]